# Torneo Verano 1999 Primera División 'A'
El Torneo de Verano 1999 representó la segunda vuelta del ciclo futbolístico 1998-1999 de la Primera División A fue el sexto torneo corto y octava temporada del circuito de plata de fútbol en México. La final fue entre Curtidores y Cruz Azul Hidalgo ganada por los primeros 3-2 global; mientras la final de ascenso la protagonizó Unión de Curtidores y Yucatán que ganó con justicia 7-1 el equipo guanajuatense, salvo que no llegaría a Primera División ya que 3 días después del juego de ascenso; en el Draft de Ixtapa, tras las negociaciones entre Valente Aguirre dueño de Curtidores y León y Francisco Bernat dueño del Puebla, este adquiere al León pretendiendo traspasarlo a Puebla; pero una serie de protestas en la ciudad leonesa se hace el intercambio y Curtidores cedió su lugar para que Puebla FC que había descendido continuara en la máxima categoría.

## Sistema de competición
Los 20 equipos participantes se dividieron en 4 grupos de 5 equipos, juegan todos contra todos a una sola ronda intercambiándose al contrario del torneo de invierno, por lo que cada equipo jugó 19 partidos alternando dos equipos que descansaron cada jornada; al finalizar la temporada regular de 21 jornadas califican a la liguilla los 2 primeros lugares de cada grupo y los 4 mejores ubicados en la tabla general califican al repechaje de donde salen los últimos 2 equipos para la Eliminación directa.
- Fase de calificación: es la fase regular de clasificación que se integra por las 21 jornadas del torneo de aquí salen los mejores 8 equipos para la siguiente fase.
- Fase final: se sacarán o calificarán los mejores 8 de la tabla general y se organizarán los cuartos de final con el siguiente orden: 1º vs 8º, 2º vs 7º, 3º vs 6º y 4º vs 5º, siguiendo así con semifinales, y por último la final, todos los partidos de la fase final serán de ida y vuelta.

### Fase de calificación
En la fase de calificación participan los 21 clubes de la primera división A profesional jugando todos contra todos durante las 20 jornadas respectivas, a un solo partido. Se observará el sistema de puntos. La ubicación en la tabla general está sujeta a lo siguiente:
- Por juego ganado se obtendrán tres puntos.
- Por juego empatado se obtendrá un punto.
- Por juego perdido no se otorgan puntos.

El orden de los clubes al final de la Fase de Calificación del Torneo corresponderá a la suma de los puntos obtenidos por cada uno de ellos y se presentará en forma descendente. Si al finalizar las 21 jornadas del Torneo, dos o más clubes estuviesen empatados en puntos, su posición en la Tabla General será determinada atendiendo a los siguientes criterios de desempate:
1. Mejor diferencia entre los goles anotados y recibidos.
2. Mayor número de goles anotados.
3. Marcadores particulares entre los clubes empatados.
4. Mayor número de goles anotados como visitante.
5. Mejor ubicación en la Tabla General de Cocientes.
6. Tabla Fair Play.
7. Sorteo.

Participan por el título de Campeón de la Primera División 'A' en el Torneo Verano 1999, automáticamente los primeros 4 lugares de cada grupo sin importar su ubicación en la tabla general calificaran, más los segundos mejores 4 lugares de cada grupo, si algún segundo lugar se ubicara bajo los primeros 8 lugares de la tabla general accederá a una fase de reclasificación contra un tercer o cuarto lugar ubicado entre los primeros ocho lugares de la tabla general. Tras la fase de reclasificación los equipos clasificados a cuartos de final por el título serán 8; estos se ordenarán según su posición general en la tabla, si alguno más bajo eliminara a uno más alto, los equipos se recorrerán según su lugar obtenido.

### Fase final
- Calificarán los mejores ocho equipos de la tabla general jugando cuartos de final en el siguiente orden de enfrentamiento, que será el mejor contra el peor equipo clasificado:
- 1° vs 8°
- 2° vs 7°
- 3° vs 6°
- 4° vs 5°

- En semifinales participarán los cuatro clubes vencedores de cuartos de final, reubicándolos del uno al cuatro, de acuerdo a su mejor posición en la Tabla General de Clasificación al término de la jornada 21, enfrentándose 1° vs 4° y 2° vs 3°.

- Disputarán el título de Campeón del Torneo Verano 1999 los dos clubes vencedores de la fase semifinal.

Todos los partidos de esta fase serán en formato de ida y vuelta, eligiendo siempre el club que haya quedado mejor ubicado en la Tabla General de Clasificación el horario de su partido como local.
Este torneo el club que ganara el torneo disputará de ser necesario el juego de ascenso a Primera División Profesional, para que tal juego se pueda efectuar deberá haber un ganador distinto al del Torneo de Verano 1999, en caso de que el campeón vigente lograra ganar el presente torneo este ascenderá automáticamente sin necesidad de jugar esta serie.

## Equipos participantes
En el Draft de la Primera A de 1998; se continua el proyecto de filiales con equipos de Primera División, no hubo cambios en el organigrama con respecto al torneo pasado. El club ascendido de la Segunda División fue Gallos de Aguascalientes; el equipo que descendió de Primera División fue Veracruz. El sistema de juegos se mantuvo igual quedando dos equipos sin jugar cada jornada así que a pesar de ser 20 clubes cada jornada se disputaron 9 juegos.

### Localización
| Tijuana Zacatecas Correcaminos Tigrillos Saltillo La Piedad Bachilleres Colima U de C Irapuato SF Aguascalientes Querétaro Real San Luis Mexiquense Cruz Azul Zacatepec Veracruz Yucatán Cuautitlán | \| Entidad Federativa \| N.º \| Equipos \| \| ------------------ \| --- \| --------------------------------------------- \| \| Guanajuato \| 3 \| Irapuato, San Francisco y Unión de Curtidores \| \| Estado de México \| 2 \| Atlético Mexiquense y Cuautitlán \| \| Jalisco \| 1 \| Atlético Bachilleres \| \| Nuevo León \| 1 \| Tigrillos \| \| Tamaulipas \| 1 \| Correcaminos \| \| Michoacán \| 1 \| La Piedad \| \| Colima \| 1 \| Jaguares de Colima \| \| Estado de Hidalgo \| 1 \| Cruz Azul Hidalgo \| \| Querétaro \| 1 \| Halcones de Querétaro \| \| Aguascalientes \| 1 \| Gallos de Aguascalientes \| \| Tijuana \| 1 \| Chivas Tijuana \| \| Zacatecas \| 1 \| Zacatecas \| \| San Luis Potosí \| 1 \| Real San Luis \| \| Saltillo \| 1 \| Saltillo \| \| Yucatán \| 1 \| A. Yucatán \| \| Morelos \| 1 \| Zacatepec \| \| Veracruz \| 1 \| Veracruz \| |                                               |
| Entidad Federativa | N.º | Equipos                                       |
| Guanajuato | 3 | Irapuato, San Francisco y Unión de Curtidores |
| Estado de México | 2 | Atlético Mexiquense y Cuautitlán              |
| Jalisco | 1 | Atlético Bachilleres                          |
| Nuevo León | 1 | Tigrillos                                     |
| Tamaulipas | 1 | Correcaminos                                  |
| Michoacán | 1 | La Piedad                                     |
| Colima | 1 | Jaguares de Colima                            |
| Estado de Hidalgo | 1 | Cruz Azul Hidalgo                             |
| Querétaro | 1 | Halcones de Querétaro                         |
| Aguascalientes | 1 | Gallos de Aguascalientes                      |
| Tijuana | 1 | Chivas Tijuana                                |
| Zacatecas | 1 | Zacatecas                                     |
| San Luis Potosí | 1 | Real San Luis                                 |
| Saltillo | 1 | Saltillo                                      |
| Yucatán | 1 | A. Yucatán                                    |
| Morelos | 1 | Zacatepec                                     |
| Veracruz | 1 | Veracruz                                      |

### Información
| \| Equipo \| Sede \| Estadio \| Capacidad \| Filial \| \| ---------------------------- \| ------------------------------------ \| ---------------------------- \| --------- \| ------------------------ \| \| Aguascalientes (AGS) \| Aguascalientes, Aguascalientes \| Municipal de Aguascalientes \| 8.800 \| \| \| Atlético Mexiquense (AMX) \| Toluca de Lerdo, México \| La Bombonera \| 35.000 \| Diablos Rojos del Toluca \| \| Atlético Bachilleres (BAC) \| Guadalajara, Jalisco \| Jalisco \| 60.000 \| Zorros del Atlas \| \| Chivas Tijuana (TIJ) \| Tijuana, Baja California \| Cerro Colorado \| 12.000 \| Chivas de Guadalajara \| \| Cruz Azul Hidalgo (CAZ) \| Ciudad Cooperativa, Hidalgo \| 10 de diciembre \| 10.000 \| Máquina del Cruz Azul \| \| Correcaminos (UAT) \| Ciudad Victoria, Tamaulipas \| Marte R. Gómez \| 20.000 \| Tuzos Pachuca \| \| Cuautitlán (CUA) \| Cuautitlán Izcalli, México \| Los Pinos \| 8.000 \| Rayos de Necaxa \| \| Halcones de Querétaro (HAL) \| Querétaro, Querétaro \| Corregidora \| 35.000 \| Águilas del América \| \| Irapuato (IRA) \| Irapuato, Guanajuato \| Sergio León Chávez \| 26.000 \| Potros del Atlante \| \| Jaguares de Colima (JDC) \| Colima, Colima \| Colima \| 10.000 \| Tecos de la U.A.G \| \| Reboceros de La Piedad (LAP) \| La Piedad, Michoacán \| Juan N. López \| 20.000 \| Atlético Morelia \| \| Real San Luis (RSL) \| San Luis Potosí, San Luis Potosí \| Plan de San Luis \| 18.000 \| Pumas de la UNAM \| \| RSD Zacatecas (RSZ) \| Zacatecas, Estado de Zacatecas \| Francisco Villa \| 18.000 \| Santos de Torreón \| \| San Francisco (ASF) \| San Francisco del Rincón, Guanajuato \| San Francisco \| 8.000 \| Atlético Celaya \| \| Saltillo (SAL) \| Saltillo, Coahuila \| Olímpico Francisco I. Madero \| 10.000 \| Rayados de Monterrey \| \| Tigrillos (TIG) \| San Nicolás de los Garza, Nuevo León \| Universitario \| 40.000 \| Tigres de la UANL \| \| Unión de Curtidores (UDC) \| León, Guanajuato \| La Martinica \| 12.000 \| Panzas del León \| \| Veracruz (VER) \| Veracruz, Veracruz \| Luis Pirata Fuente \| 33.000 \| Camoteros de Puebla \| \| Venados de Yucatán (ATY) \| Mérida, Yucatán \| Carlos Iturralde \| 24,000 \| \| \| Zacatepec (ZAC) \| Zacatepec, Morelos \| Agustín Coruco Díaz \| 18.000 \| Toros Neza \| |                                      |                              |           |                          |
| Equipo | Sede                                 | Estadio                      | Capacidad | Filial                   |
| Aguascalientes (AGS) | Aguascalientes, Aguascalientes       | Municipal de Aguascalientes  | 8.800     |                          |
| Atlético Mexiquense (AMX) | Toluca de Lerdo, México              | La Bombonera                 | 35.000    | Diablos Rojos del Toluca |
| Atlético Bachilleres (BAC) | Guadalajara, Jalisco                 | Jalisco                      | 60.000    | Zorros del Atlas         |
| Chivas Tijuana (TIJ) | Tijuana, Baja California             | Cerro Colorado               | 12.000    | Chivas de Guadalajara    |
| Cruz Azul Hidalgo (CAZ) | Ciudad Cooperativa, Hidalgo          | 10 de diciembre              | 10.000    | Máquina del Cruz Azul    |
| Correcaminos (UAT) | Ciudad Victoria, Tamaulipas          | Marte R. Gómez               | 20.000    | Tuzos Pachuca            |
| Cuautitlán (CUA) | Cuautitlán Izcalli, México           | Los Pinos                    | 8.000     | Rayos de Necaxa          |
| Halcones de Querétaro (HAL) | Querétaro, Querétaro                 | Corregidora                  | 35.000    | Águilas del América      |
| Irapuato (IRA) | Irapuato, Guanajuato                 | Sergio León Chávez           | 26.000    | Potros del Atlante       |
| Jaguares de Colima (JDC) | Colima, Colima                       | Colima                       | 10.000    | Tecos de la U.A.G        |
| Reboceros de La Piedad (LAP) | La Piedad, Michoacán                 | Juan N. López                | 20.000    | Atlético Morelia         |
| Real San Luis (RSL) | San Luis Potosí, San Luis Potosí     | Plan de San Luis             | 18.000    | Pumas de la UNAM         |
| RSD Zacatecas (RSZ) | Zacatecas, Estado de Zacatecas       | Francisco Villa              | 18.000    | Santos de Torreón        |
| San Francisco (ASF) | San Francisco del Rincón, Guanajuato | San Francisco                | 8.000     | Atlético Celaya          |
| Saltillo (SAL) | Saltillo, Coahuila                   | Olímpico Francisco I. Madero | 10.000    | Rayados de Monterrey     |
| Tigrillos (TIG) | San Nicolás de los Garza, Nuevo León | Universitario                | 40.000    | Tigres de la UANL        |
| Unión de Curtidores (UDC) | León, Guanajuato                     | La Martinica                 | 12.000    | Panzas del León          |
| Veracruz (VER) | Veracruz, Veracruz                   | Luis Pirata Fuente           | 33.000    | Camoteros de Puebla      |
| Venados de Yucatán (ATY) | Mérida, Yucatán                      | Carlos Iturralde             | 24,000    |                          |
| Zacatepec (ZAC) | Zacatepec, Morelos                   | Agustín Coruco Díaz          | 18.000    | Toros Neza               |

## Torneo Regular
| Mexiquense         | 0 - 3    | Real San Luis       | La Bombonera           | 16 de enero | 12:00       |
| Cruz Azul Hidalgo  | 2 - 1    | Tigrillos           | 10 de diciembre        | 16 de enero | 15:00       |
| Veracruz           | 1 - 0    | Correcaminos        | Luis Pirata Fuente     | 16 de enero | 16:00       |
| Aguascalientes     | 1 - 2    | Unión de Curtidores | Municipal              | 16 de enero | 16:00       |
| Jaguares de Colima | 4 - 2    | RSD Zacatecas       | Colima                 | 16 de enero | 17:00       |
| Halcones Querétaro | 2 - 3    | La Piedad           | Corregidora            | 16 de enero | 17:00       |
| Saltillo           | 2 - 1    | Zacatepec           | O. Francisco I. Madero | 16 de enero | 17:00       |
| San Francisco      | 1 - 5    | Cuautitlán          | San Francisco          | 17 de enero | 12:00       |
| Chivas Tijuana     | 1 - 1    | Yucatán             | Cerro Colorado         | 17 de enero | 14:00       |
| Descansa:          | Irapuato | Irapuato            | Bachilleres            | Bachilleres | Bachilleres |

| Bachilleres         | 2 - 2          | Irapuato           | Jalisco             | 22 de enero  | 20:45        |
| Yucatán             | 1 - 0          | Cruz Azul Hidalgo  | Carlos Iturralde    | 23 de enero  | 15:30        |
| RSD Zacatecas       | 2 - 1          | Halcones Querétaro | Francisco Villa     | 23 de enero  | 19:00        |
| Real San Luis       | 1 - 1          | Jaguares de Colima | Plan de San Luis    | 23 de enero  | 20:15        |
| Tigrillos           | 0 - 1          | Mexiquense         | Universitario       | 23 de enero  | 21:00        |
| Cuautitlán          | 1 - 1          | Veracruz           | Los Pinos           | 24 de enero  | 12:00        |
| Unión de Curtidores | 1 - 0          | Chivas Tijuana     | La Martinica        | 24 de enero  | 12:00        |
| Zacatepec           | 2 - 1          | San Francisco      | Agustín Coruco Díaz | 24 de enero  | 15:00        |
| La Piedad           | 0 - 1          | Saltillo           | Juan N. López       | 24 de enero  | 15:00        |
| Descansa:           | Aguascalientes | Aguascalientes     | Correcaminos        | Correcaminos | Correcaminos |

| Mexiquense         | 2 - 1       | Yucatán             | La Bombonera           | 30 de enero | 12:00      |
| Cruz Azul Hidalgo  | 4 - 0       | Unión de Curtidores | 10 de diciembre        | 30 de enero | 15:00      |
| Veracruz           | 0 - 1       | Zacatepec           | Luis Pirata Fuente     | 30 de enero | 16:00      |
| Halcones Querétaro | 4 - 1       | Real San Luis       | Corregidora            | 30 de enero | 17:00      |
| Jaguares de Colima | 1 - 1       | Tigrillos           | Colima                 | 30 de enero | 17:00      |
| Saltillo           | 3 - 0       | RSD Zacatecas       | O. Francisco I. Madero | 30 de enero | 17:00      |
| San Francisco      | 0 - 0       | La Piedad           | San Francisco          | 31 de enero | 12:00      |
| Irapuato           | 1 - 1       | Correcaminos        | Nou Camp               | 31 de enero | 12:00      |
| Chivas Tijuana     | 3 - 2       | Aguascalientes      | Cerro Colorado         | 31 de enero | 14:00      |
| Descansa:          | Bachilleres | Bachilleres         | Cuautitlán             | Cuautitlán  | Cuautitlán |

| Yucatán             | 0 - 2          | Jaguares de Colima | Carlos Iturralde | 6 de febrero | 15:30     |
| Aguascalientes      | 3 - 2          | Cruz Azul Hidalgo  | Municipal        | 6 de febrero | 16:00     |
| RSD Zacatecas       | 0 - 2          | San Francisco      | Francisco Villa  | 6 de febrero | 19:00     |
| Real San Luis       | 0 - 0          | Saltillo           | Plan de San Luis | 6 de febrero | 20:15     |
| Tigrillos           | 3 - 1          | Halcones Querétaro | Universitario    | 6 de febrero | 21:00     |
| Correcaminos        | 2 - 1          | Bachilleres        | Marte R. Gómez   | 7 de febrero | 12:00     |
| Unión de Curtidores | 1 - 1          | Mexiquense         | La Martinica     | 7 de febrero | 12:00     |
| Cuautitlán          | 1 - 4          | Irapuato           | Los Pinos        | 7 de febrero | 12:00     |
| La Piedad           | 1 - 1          | Veracruz           | Juan N. López    | 7 de febrero | 15:00     |
| Descansa:           | Chivas Tijuana | Chivas Tijuana     | Zacatepec        | Zacatepec    | Zacatepec |

| Cruz Azul Hidalgo  | 1 - 1        | Chivas Tijuana      | 10 de diciembre        | 10 de febrero | 15:00     |
| Mexiquense         | 0 - 1        | Aguascalientes      | La Bombonera           | 10 de febrero | 15:00     |
| San Francisco      | 1 - 1        | Real San Luis       | San Francisco          | 10 de febrero | 15:00     |
| Saltillo           | 2 - 2        | Tigrillos           | O. Francisco I. Madero | 10 de febrero | 17:00     |
| Halcones Querétaro | 1 - 1        | Yucatán             | Corregidora            | 10 de febrero | 19:00     |
| Jaguares de Colima | 0 - 2        | Unión de Curtidores | Colima                 | 10 de febrero | 19:00     |
| Veracruz           | 1 - 2        | RSD Zacatecas       | Luis Pirata Fuente     | 10 de febrero | 19:00     |
| Irapuato           | 2 - 3        | Zacatepec           | Sergio León Chávez     | 10 de febrero | 20:00     |
| Bachilleres        | 3 - 1        | Cuautitlán          | Jalisco                | 10 de febrero | 20:45     |
| Descansa:          | Correcaminos | Correcaminos        | La Piedad              | La Piedad     | La Piedad |

| Yucatán             | 1 - 1             | Saltillo           | Carlos Iturralde    | 13 de febrero | 15:30         |
| Aguascalientes      | 0 - 0             | Jaguares de Colima | Municipal           | 13 de febrero | 16:00         |
| Real San Luis       | 1 - 3             | Veracruz           | Plan de San Luis    | 13 de febrero | 20:15         |
| Tigrillos           | 0 - 0             | San Francisco      | Universitario       | 13 de febrero | 21:00         |
| Unión de Curtidores | 2 - 0             | Halcones Querétaro | La Martinica        | 14 de febrero | 12:00         |
| Cuautitlán          | 2 - 2             | Correcaminos       | Los Pinos           | 14 de febrero | 12:00         |
| Chivas Tijuana      | 3 - 0             | Mexiquense         | Cerro Colorado      | 14 de febrero | 14:00         |
| Zacatepec           | 2 - 1             | Bachilleres        | Agustín Coruco Díaz | 14 de febrero | 15:00         |
| La Piedad           | 1 - 0             | Irapuato           | Juan N. López       | 14 de febrero | 15:00         |
| Descansa:           | Cruz Azul Hidalgo | Cruz Azul Hidalgo  | RSD Zacatecas       | RSD Zacatecas | RSD Zacatecas |

| Bachilleres        | 2 - 2      | La Piedad           | Jalisco                | 19 de febrero | 20:45         |
| Mexiquense         | 3 - 3      | Cruz Azul Hidalgo   | La Bombonera           | 20 de febrero | 12:00         |
| Veracruz           | 2 - 0      | Tigrillos           | Luis Pirata Fuente     | 20 de febrero | 16:00         |
| Saltillo           | 1 - 1      | Unión de Curtidores | O. Francisco I. Madero | 20 de febrero | 17:00         |
| Halcones Querétaro | 3 - 2      | Aguascalientes      | Corregidora            | 20 de febrero | 17:00         |
| Jaguares de Colima | 1 - 0      | Chivas Tijuana      | Colima                 | 20 de febrero | 17:00         |
| San Francisco      | 3 - 2      | Yucatán             | San Francisco          | 21 de febrero | 12:00         |
| Irapuato           | 4 - 1      | RSD Zacatecas       | Sergio León Chávez     | 21 de febrero | 12:00         |
| Correcaminos       | 1 - 3      | Zacatepec           | Marte R. Gómez         | 21 de febrero | 12:00         |
| Descansa           | Cuautitlán | Cuautitlán          | Real San Luis          | Real San Luis | Real San Luis |

| Cruz Azul Hidalgo   | 4 - 0      | Jaguares de Colima | 10 de diciembre     | 27 de febrero | 15:00     |
| Yucatán             | 2 - 0      | Veracruz           | Carlos Iturralde    | 27 de febrero | 15:30     |
| Aguascalientes      | 3 - 1      | Saltillo           | Municipal           | 27 de febrero | 16:00     |
| RSD Zacatecas       | 3 - 1      | Bachilleres        | Francisco Villa     | 27 de febrero | 19:00     |
| Real San Luis       | 1 - 4      | Irapuato           | Plan de San Luis    | 27 de febrero | 20:15     |
| Unión de Curtidores | 3 - 0      | San Francisco      | La Martinica        | 28 de febrero | 12:00     |
| Chivas Tijuana      | 2 - 1      | Halcones Querétaro | Cerro Colorado      | 28 de febrero | 14:00     |
| Zacatepec           | 1 - 0      | Cuautitlán         | Agustín Coruco Díaz | 28 de febrero | 15:00     |
| La Piedad           | 1 - 0      | Correcaminos       | Juan N. López       | 28 de febrero | 15:00     |
| Descansa            | Mexiquense | Mexiquense         | Tigrillos           | Tigrillos     | Tigrillos |

| Bachilleres        | 2 - 1     | Real San Luis       | Jalisco                | 5 de marzo | 20:45   |
| San Francisco      | 3 - 2     | Aguascalientes      | San Francisco          | 6 de marzo | 15:00   |
| Veracruz           | 2 - 3     | Unión de Curtidores | Luis Pirata Fuente     | 6 de marzo | 16:00   |
| Saltillo           | 1 - 0     | Chivas Tijuana      | O. Francisco I. Madero | 6 de marzo | 17:00   |
| Halcones Querétaro | 1 - 1     | Cruz Azul Hidalgo   | Corregidora            | 6 de marzo | 17:00   |
| Jaguares de Colima | 1 - 4     | Mexiquense          | Colima                 | 6 de marzo | 17:00   |
| Correcaminos       | 2 - 1     | RSD Zacatecas       | Marte R. Gómez         | 7 de marzo | 12:00   |
| Cuautitlán         | 4 - 0     | La Piedad           | Los Pinos              | 7 de marzo | 12:00   |
| Irapuato           | 3 - 2     | Tigrillos           | Sergio León Chávez     | 7 de marzo | 12:00   |
| Descansa:          | Zacatepec | Zacatepec           | Yucatán                | Yucatán    | Yucatán |

| Cruz Azul Hidalgo | 3 - 2              | Saltillo           | 10 de diciembre     | 10 de marzo         | 15:00               |
| La Piedad         | 2 - 0              | Zacatepec          | Juan N. López       | 10 de marzo         | 15:00               |
| Mexiquense        | 0 - 2              | Halcones Querétaro | La Bombonera        | 10 de marzo         | 15:00               |
| Aguascalientes    | 2 - 1              | Veracruz           | Municipal           | 10 de marzo         | 16:00               |
| Chivas Tijuana    | 0 - 0              | San Francisco      | Cerro Colorado      | 10 de marzo         | 19:00               |
| RSD Zacatecas     | 1 - 1              | Cuautitlán         | Francisco Villa     | 10 de marzo         | 19:00               |
| Yucatán           | 1 - 0              | Irapuato           | Carlos Iturralde    | 10 de marzo         | 20:30               |
| Real San Luis     | 1 - 1              | Correcaminos       | Plan de San Luis    | 10 de marzo         | 20:45               |
| Tigrillos         | 2 - 0              | Bachilleres        | Universitario       | 10 de marzo         | 21:00               |
| Descansa:         | Jaguares de Colima | Jaguares de Colima | Unión de Curtidores | Unión de Curtidores | Unión de Curtidores |

| San Francisco      | 1 - 1     | Cruz Azul Hidalgo   | San Francisco          | 13 de marzo    | 15:00          |
| Veracruz           | 1 - 1     | Chivas Tijuana      | Luis Pirata Fuente     | 13 de marzo    | 16:00          |
| Saltillo           | 0 - 1     | Mexiquense          | O. Francisco I. Madero | 13 de marzo    | 17:00          |
| Halcones Querétaro | 1 - 1     | Jaguares de Colima  | Corregidora            | 13 de marzo    | 17:00          |
| Irapuato           | 1 - 1     | Unión de Curtidores | Sergio León Chávez     | 14 de marzo    | 12:00          |
| Bachilleres        | 1 - 1     | Yucatán             | Jalisco                | 14 de marzo    | 12:00          |
| Correcaminos       | 1 - 1     | Tigrillos           | Marte R. Gómez         | 14 de marzo    | 12:00          |
| Zacatepec          | 1 - 0     | RSD Zacatecas       | Agustín Coruco Díaz    | 14 de marzo    | 15:00          |
| Cuautitlán         | 1 - 1     | Real San Luis       | Los Pinos              | 14 de marzo    | 15:00          |
| Descansa:          | La Piedad | La Piedad           | Aguascalientes         | Aguascalientes | Aguascalientes |

| Tigrillos           | 2 - 1          | Cuautitlán     | Universitario      | 19 de marzo        | 20:00              |
| Real San Luis       | 2 - 0          | Zacatepec      | Plan de San Luis   | 19 de marzo        | 20:45              |
| Cruz Azul Hidalgo   | 4 - 2          | Veracruz       | 10 de diciembre    | 20 de marzo        | 15:00              |
| Mexiquense          | 3 - 2          | San Francisco  | La Bombonera       | 20 de marzo        | 15:00              |
| Yucatán             | 1 - 1          | Correcaminos   | Carlos Iturralde   | 20 de marzo        | 15:30              |
| Aguascalientes      | 0 - 1          | Irapuato       | Municipal          | 20 de marzo        | 16:00              |
| Jaguares de Colima  | 1 - 2          | Saltillo       | Colima             | 20 de marzo        | 17:00              |
| RSD Zacatecas       | 3 - 1          | La Piedad      | Francisco Villa    | 20 de marzo        | 19:00              |
| Unión de Curtidores | 1 - 2          | Bachilleres    | La Martinica       | 21 de marzo        | 12:00              |
| Descansa:           | Chivas Tijuana | Chivas Tijuana | Halcones Querétaro | Halcones Querétaro | Halcones Querétaro |

| Bachilleres   | 1 - 1         | Aguascalientes      | Jalisco                | 26 de marzo       | 20:45             |
| San Francisco | 2 - 0         | Jaguares de Colima  | San Francisco          | 27 de marzo       | 15:00             |
| Veracruz      | 2 - 2         | Mexiquense          | Luis Pirata Fuente     | 27 de marzo       | 16:00             |
| Saltillo      | 1 - 4         | Halcones Querétaro  | O. Francisco I. Madero | 27 de marzo       | 17:00             |
| Irapuato      | 2 - 2         | Chivas Tijuana      | Sergio León Chávez     | 28 de marzo       | 12:00             |
| Correcaminos  | 1 - 1         | Unión de Curtidores | Marte R. Gómez         | 28 de marzo       | 12:00             |
| Zacatepec     | 1 - 0         | Tigrillos           | Agustín Coruco Díaz    | 28 de marzo       | 15:00             |
| Cuautitlán    | 2 - 1         | Yucatán             | Los Pinos              | 28 de marzo       | 15:00             |
| La Piedad     | 3 - 1         | Real San Luis       | Juan N. López          | 28 de marzo       | 15:00             |
| Descansa:     | RSD Zacatecas | RSD Zacatecas       | Cruz Azul Hidalgo      | Cruz Azul Hidalgo | Cruz Azul Hidalgo |

| Chivas Tijuana      | 1 - 1    | Bachilleres   | Cerro Colorado   | 3 de abril | 19:00      |
| Tigrillos           | 2 - 1    | La Piedad     | Universitario    | 3 de abril | 20:00      |
| Cruz Azul Hidalgo   | 0 - 2    | Irapuato      | 10 de diciembre  | 4 de abril | 15:00      |
| Aguascalientes      | 0 - 3    | Correcaminos  | Municipal        | 4 de abril | 17:00      |
| Halcones Querétaro  | 1 - 0    | San Francisco | Corregidora      | 4 de abril | 17:00      |
| Real San Luis       | 3 - 2    | RSD Zacatecas | Plan de San Luis | 4 de abril | 20:15      |
| Unión de Curtidores | 3 - 0    | Cuautitlán    | La Martinica     | 5 de abril | 12:00      |
| Yucatán             | 4 - 1    | Zacatepec     | Carlos Iturralde | 5 de abril | 15:30      |
| Jaguares de Colima  | 1 - 1    | Veracruz      | Colima           | 5 de abril | 16:00      |
| Descansa:           | Saltillo | Saltillo      | Mexiquense       | Mexiquense | Mexiquense |

| La Piedad     | 2 - 1         | Yucatán             | Juan N. López       | 7 de abril         | 16:00              |
| Zacatepec     | 0 - 1         | Unión de Curtidores | Agustín Coruco Díaz | 7 de abril         | 16:00              |
| Cuautitlán    | 5 - 2         | Aguascalientes      | Los Pinos           | 7 de abril         | 16:00              |
| Correcaminos  | 0 - 0         | Chivas Tijuana      | Marte R. Gómez      | 7 de abril         | 20:00              |
| Irapuato      | 4 - 1         | Mexiquense          | Sergio León Chávez  | 7 de abril         | 20:00              |
| Veracruz      | 3 - 2         | Halcones Querétaro  | Luis Pirata Fuente  | 7 de abril         | 20:30              |
| RSD Zacatecas | 1 - 0         | Tigrillos           | Francisco Villa     | 7 de abril         | 20:30              |
| Bachilleres   | 0 - 3         | Cruz Azul Hidalgo   | Jalisco             | 7 de abril         | 20:45              |
| San Francisco | 2 - 0         | Saltillo            | San Francisco       | 8 de abril         | 16:00              |
| Descansa:     | Real San Luis | Real San Luis       | Jaguares de Colima  | Jaguares de Colima | Jaguares de Colima |

| Mexiquense          | 2 - 2         | Bachilleres   | La Bombonera           | 10 de abril        | 12:00              |
| Cruz Azul Hidalgo   | 1 - 1         | Correcaminos  | 10 de diciembre        | 10 de abril        | 15:00              |
| Saltillo            | 1 - 0         | Veracruz      | O. Francisco I. Madero | 10 de abril        | 17:00              |
| Aguascalientes      | 1 - 0         | Zacatepec     | Municipal              | 10 de abril        | 17:00              |
| Yucatán             | 2 - 0         | RSD Zacatecas | Carlos Iturralde       | 10 de abril        | 20:00              |
| Tigrillos           | 0 - 1         | Real San Luis | Universitario          | 10 de abril        | 21:00              |
| Unión de Curtidores | 3 - 0         | La Piedad     | La Martinica           | 11 de abril        | 12:00              |
| Chivas Tijuana      | 6 - 1         | Cuautitlán    | Cerro Colorado         | 11 de abril        | 14:00              |
| Jaguares de Colima  | 2 - 1         | Irapuato      | Colima                 | 11 de abril        | 16:00              |
| Descansa:           | San Francisco | San Francisco | Halcones Querétaro     | Halcones Querétaro | Halcones Querétaro |

| Bachilleres   | 1 - 2     | Jaguares de Colima  | Jalisco             | 16 de abril | 20:45    |
| Real San Luis | 1 - 1     | Yucatán             | Plan de San Luis    | 16 de abril | 20:45    |
| Veracruz      | 3 - 0     | San Francisco       | Luis Pirata Fuente  | 17 de abril | 16:00    |
| Cuautitlán    | 1 - 0     | Cruz Azul Hidalgo   | Los Pinos           | 17 de abril | 16:00    |
| RSD Zacatecas | 2 - 0     | Unión de Curtidores | Francisco Villa     | 17 de abril | 19:00    |
| Irapuato      | 1 - 1     | Halcones Querétaro  | Sergio León Chávez  | 18 de abril | 12:00    |
| Correcaminos  | 2 - 1     | Mexiquense          | Marte R. Gómez      | 18 de abril | 12:00    |
| Zacatepec     | 4 - 0     | Chivas Tijuana      | Agustín Coruco Díaz | 18 de abril | 15:00    |
| La Piedad     | 2 - 2     | Aguascalientes      | Juan N. López       | 18 de abril | 16:00    |
| Descansa:     | Tigrillos | Tigrillos           | Saltillo            | Saltillo    | Saltillo |

| Chivas Tijuana      | 1 - 2    | La Piedad     | Cerro Colorado         | 23 de abril   | 19:00         |
| Halcones Querétaro  | 6 - 2    | Bachilleres   | Corregidora            | 23 de abril   | 20:30         |
| Mexiquense          | 2 - 1    | Cuautitlán    | La Bombonera           | 24 de abril   | 12:00         |
| Cruz Azul Hidalgo   | 2 - 1    | Zacatepec     | 10 de diciembre        | 24 de abril   | 15:00         |
| Saltillo            | 2 - 0    | Irapuato      | O. Francisco I. Madero | 24 de abril   | 17:00         |
| Aguascalientes      | 2 - 1    | RSD Zacatecas | Municipal              | 24 de abril   | 17:00         |
| Unión de Curtidores | 5 - 4    | Real San Luis | La Martinica           | 25 de abril   | 12:00         |
| Yucatán             | 1 - 0    | Tigrillos     | Carlos Iturralde       | 25 de abril   | 15:30         |
| Jaguares de Colima  | 1 - 1    | Correcaminos  | Colima                 | 25 de abril   | 16:00         |
| Descansa:           | Veracruz | Veracruz      | San Francisco          | San Francisco | San Francisco |

| Bachilleres   | 3 - 2   | Saltillo            | Jalisco             | 30 de abril | 20:45    |
| Real San Luis | 2 - 2   | Aguascalientes      | Plan de San Luis    | 30 de abril | 20:45    |
| Tigrillos     | 4 - 1   | Unión de Curtidores | Universitario       | 30 de abril | 21:00    |
| Cuautitlán    | 3 - 0   | Jaguares de Colima  | Los Pinos           | 1 de mayo   | 16:00    |
| RSD Zacatecas | 2 - 3   | Chivas Tijuana      | Francisco Villa     | 1 de mayo   | 19:00    |
| Irapuato      | 2 - 0   | San Francisco       | Sergio León Chávez  | 2 de mayo   | 12:00    |
| Correcaminos  | 2 - 1   | Halcones Querétaro  | Marte R. Gómez      | 2 de mayo   | 12:00    |
| Zacatepec     | 4 - 3   | Mexiquense          | Agustín Coruco Díaz | 2 de mayo   | 15:00    |
| La Piedad     | 1 - 0   | Cruz Azul Hidalgo   | Juan N. López       | 2 de mayo   | 16:00    |
| Descansa:     | Yucatán | Yucatán             | Veracruz            | Veracruz    | Veracruz |

| San Francisco       | 2 - 2 | Bachilleres   | San Francisco          | 8 de mayo | 15:00 |
| Chivas Tijuana      | 2 - 1 | Real San Luis | Cerro Colorado         | 8 de mayo | 15:00 |
| Mexiquense          | 0 - 1 | La Piedad     | La Bombonera           | 8 de mayo | 15:00 |
| Cruz Azul Hidalgo   | 2 - 1 | RSD Zacatecas | 10 de diciembre        | 8 de mayo | 15:00 |
| Saltillo            | 1 - 0 | Correcaminos  | O. Francisco I. Madero | 8 de mayo | 17:00 |
| Aguascalientes      | 1 - 0 | Tigrillos     | Municipal              | 8 de mayo | 17:00 |
| Veracruz            | 0 - 1 | Irapuato      | Luis Pirata Fuente     | 8 de mayo | 17:00 |
| Halcones Querétaro  | 0 - 3 | Cuautitlán    | Corregidora            | 8 de mayo | 17:00 |
| Unión de Curtidores | 2 - 0 | Yucatán       | La Martinica           | 9 de mayo | 12:00 |
| Jaguares de Colima  | 2 - 0 | Zacatepec     | Colima                 | 9 de mayo | 16:00 |

| Bachilleres   | 3 - 3               | Veracruz            | Jalisco             | 15 de mayo | 16:00    |
| Tigrillos     | 0 - 1               | Chivas Tijuana      | Universitario       | 15 de mayo | 16:00    |
| Cuautitlán    | 2 - 0               | Saltillo            | Los Pinos           | 15 de mayo | 16:00    |
| RSD Zacatecas | 6 - 2               | Mexiquense          | Francisco Villa     | 15 de mayo | 16:00    |
| Real San Luis | 2 - 4               | Cruz Azul Hidalgo   | Plan de San Luis    | 15 de mayo | 16:00    |
| Correcaminos  | 4 - 0               | San Francisco       | Marte R. Gómez      | 15 de mayo | 16:00    |
| Yucatán       | 2 - 0               | Aguascalientes      | Carlos Iturralde    | 15 de mayo | 16:00    |
| Zacatepec     | 5 - 2               | Halcones Querétaro  | Agustín Coruco Díaz | 15 de mayo | 16:00    |
| La Piedad     | 0 - 0               | Jaguares de Colima  | Juan N. López       | 15 de mayo | 16:00    |
| Descansa:     | Unión de Curtidores | Unión de Curtidores | Irapuato            | Irapuato   | Irapuato |

## Grupos

### Grupo 1
| Pos. | Equipo           | Pts. | PJ | G | E | P  | GF | GC | Dif. | Clasificación                   |
| ---- | ---------------- | ---- | -- | - | - | -- | -- | -- | ---- | ------------------------------- |
| 1    | Correcaminos UAT | 27   | 19 | 6 | 9 | 4  | 25 | 19 | +6   | Cuartos de final de la liguilla |
| 2    | Colima           | 25   | 19 | 6 | 7 | 6  | 20 | 26 | −6   | Reclasificación a liguilla      |
| 3    | Halcones         | 22   | 19 | 6 | 4 | 9  | 34 | 35 | −1   |                                 |
| 4    | Veracruz         | 21   | 19 | 5 | 6 | 8  | 27 | 28 | −1   |                                 |
| 5    | Tigrillos        | 19   | 19 | 5 | 4 | 10 | 23 | 21 | +2   |                                 |

 Fuente: [cita requerida]

### Grupo 2
| Pos. | Equipo                  | Pts. | PJ | G  | E | P  | GF | GC | Dif. | Clasificación                   |
| ---- | ----------------------- | ---- | -- | -- | - | -- | -- | -- | ---- | ------------------------------- |
| 1    | Unión de Curtidores (C) | 37   | 19 | 11 | 4 | 4  | 33 | 23 | +10  | Cuartos de final de la liguilla |
| 2    | Irapuato                | 32   | 19 | 9  | 5 | 5  | 35 | 22 | +13  | Cuartos de final de la liguilla |
| 3    | Chivas Tijuana          | 28   | 19 | 7  | 7 | 5  | 27 | 22 | +5   | Reclasificación a liguilla      |
| 4    | Yucatán                 | 27   | 19 | 7  | 6 | 6  | 24 | 20 | +4   |                                 |
| 5    | RS de Zacatecas         | 22   | 19 | 7  | 1 | 11 | 30 | 35 | −5   |                                 |

 Fuente: [cita requerida]

### Grupo 3
| Pos. | Equipo               | Pts. | PJ | G | E | P | GF | GC | Dif. | Clasificación                   |
| ---- | -------------------- | ---- | -- | - | - | - | -- | -- | ---- | ------------------------------- |
| 1    | Cuautitlán           | 28   | 19 | 8 | 4 | 7 | 35 | 30 | +5   | Cuartos de final de la liguilla |
| 2    | Aguascalientes       | 25   | 19 | 7 | 4 | 8 | 27 | 32 | −5   | Reclasificación a liguilla      |
| 3    | Atlético Mexiquense  | 22   | 19 | 6 | 4 | 9 | 28 | 39 | −11  |                                 |
| 4    | Atlético Bachilleres | 20   | 19 | 4 | 8 | 7 | 30 | 39 | −9   |                                 |
| 5    | Real San Luis        | 19   | 19 | 4 | 7 | 8 | 28 | 36 | −8   |                                 |

 Fuente: [cita requerida]

### Grupo 4
| Pos. | Equipo                     | Pts. | PJ | G  | E | P | GF | GC | Dif. | Clasificación                   |
| ---- | -------------------------- | ---- | -- | -- | - | - | -- | -- | ---- | ------------------------------- |
| 1    | Zacatepec                  | 33   | 19 | 11 | 0 | 8 | 29 | 26 | +3   | Cuartos de final de la liguilla |
| 2    | Cruz Azul Hidalgo          | 32   | 19 | 9  | 5 | 5 | 37 | 23 | +14  | Cuartos de final de la liguilla |
| 3    | La Piedad                  | 32   | 19 | 9  | 5 | 5 | 22 | 26 | −4   | Reclasificación a liguilla      |
| 4    | Saltillo Soccer            | 28   | 19 | 8  | 4 | 7 | 23 | 24 | −1   |                                 |
| 5    | Atlético San Francisco (D) | 21   | 19 | 5  | 6 | 8 | 20 | 31 | −11  | Descenso de categoría           |

 Fuente: [cita requerida]

## Tabla General
| Pos. | Equipo                     | Pts. | PJ | G  | E | P  | GF | GC | Dif. | Clasificación                   |
| ---- | -------------------------- | ---- | -- | -- | - | -- | -- | -- | ---- | ------------------------------- |
| 1    | Unión de Curtidores (C)    | 37   | 19 | 11 | 4 | 4  | 33 | 23 | +10  | Cuartos de final de la liguilla |
| 2    | Zacatepec                  | 33   | 19 | 11 | 0 | 8  | 29 | 26 | +3   | Cuartos de final de la liguilla |
| 3    | Cruz Azul Hidalgo          | 32   | 19 | 9  | 5 | 5  | 37 | 23 | +14  | Cuartos de final de la liguilla |
| 4    | Irapuato                   | 32   | 19 | 9  | 5 | 5  | 35 | 22 | +13  | Cuartos de final de la liguilla |
| 5    | La Piedad                  | 32   | 19 | 9  | 5 | 5  | 22 | 26 | −4   | Reclasificación a liguilla      |
| 6    | Cuautitlán                 | 28   | 19 | 8  | 4 | 7  | 35 | 30 | +5   | Cuartos de final de la liguilla |
| 7    | Chivas Tijuana             | 28   | 19 | 7  | 7 | 5  | 27 | 22 | +5   | Reclasificación a liguilla      |
| 8    | Saltillo Soccer            | 28   | 19 | 8  | 4 | 7  | 23 | 24 | −1   |                                 |
| 9    | Correcaminos UAT           | 27   | 19 | 6  | 9 | 4  | 25 | 19 | +6   | Cuartos de final de la liguilla |
| 10   | Yucatán                    | 27   | 19 | 7  | 6 | 6  | 24 | 20 | +4   |                                 |
| 11   | Aguascalientes             | 25   | 19 | 7  | 4 | 8  | 27 | 32 | −5   | Reclasificación a liguilla      |
| 12   | Colima                     | 25   | 19 | 6  | 7 | 6  | 20 | 26 | −6   | Reclasificación a liguilla      |
| 13   | Halcones                   | 22   | 19 | 6  | 4 | 9  | 34 | 35 | −1   |                                 |
| 14   | RS de Zacatecas            | 22   | 19 | 7  | 1 | 11 | 30 | 35 | −5   |                                 |
| 15   | Atlético Mexiquense        | 22   | 19 | 6  | 4 | 9  | 28 | 39 | −11  |                                 |
| 16   | Veracruz                   | 21   | 19 | 5  | 6 | 8  | 27 | 28 | −1   |                                 |
| 17   | Atlético San Francisco (D) | 21   | 19 | 5  | 6 | 8  | 20 | 31 | −11  | Descenso de categoría           |
| 18   | Bachilleres                | 20   | 19 | 4  | 8 | 7  | 30 | 39 | −9   |                                 |
| 19   | Tigrillos                  | 19   | 19 | 5  | 4 | 10 | 23 | 21 | +2   |                                 |
| 20   | Real San Luis              | 19   | 19 | 4  | 7 | 8  | 28 | 36 | −8   |                                 |

 Fuente: [cita requerida]

## Tabla (Porcentual)
| Pos. | Equipo                 | I-1996           | V-1997           | I-1997           | V-1998           | I-1998 | V-1999 | Puntos | PJ  | Dif. | Cociente |                       |
| ---- | ---------------------- | ---------------- | ---------------- | ---------------- | ---------------- | ------ | ------ | ------ | --- | ---- | -------- | --------------------- |
| 1.   | Aguascalientes         | Segunda División | Segunda División | Segunda División | Segunda División | 36     | 25     | 61     | 38  | −2   | 1.6053   |                       |
| 2.   | Correcaminos UAT       | 26               | 34               | 30               | 30               | 28     | 27     | 175    | 110 | +29  | 1.5909   |                       |
| 3.   | Yucatán                | 20               | 22               | 36               | 36               | 34     | 27     | 175    | 110 | +21  | 1.5909   |                       |
| 4.   | Irapuato               | 27               | 20               | 32               | 24               | 35     | 32     | 170    | 110 | +38  | 1.5455   |                       |
| 5.   | Atlético Mexiquense    | 25               | 31               | 47               | 24               | 19     | 22     | 168    | 110 | +13  | 1.5273   |                       |
| 6.   | Zacatepec              | 17               | 24               | 32               | 33               | 24     | 33     | 163    | 110 | +18  | 1.4818   |                       |
| 7.   | Cruz Azul Hidalgo      | 19               | 27               | 25               | 27               | 31     | 32     | 161    | 110 | +20  | 1.4636   |                       |
| 8.   | Saltillo Soccer        | 24               | 26               | 30               | 36               | 16     | 28     | 160    | 110 | +13  | 1.4535   |                       |
| 9.   | Unión de Curtidores    | -                | -                | 22               | 25               | 25     | 37     | 109    | 78  | +2   | 1.3974   |                       |
| 10.  | Real San Luis          | 24               | 17               | 25               | 39               | 27     | 19     | 151    | 110 | +3   | 1.3727   |                       |
| 11.  | RS de Zacatecas        | 25               | 17               | 38               | 25               | 23     | 22     | 150    | 110 | +10  | 1.3636   |                       |
| 12.  | Veracruz               | Primera División | Primera División | Primera División | Primera División | 30     | 21     | 51     | 38  | +8   | 1.3421   |                       |
| 13.  | Tigrillos UANL         | 16               | 26               | 24               | 36               | 20     | 19     | 141    | 110 | +19  | 1.2818   |                       |
| 14.  | La Piedad              | 20               | 15               | 19               | 33               | 20     | 32     | 139    | 110 | −37  | 1.2636   |                       |
| 15.  | Chivas Tijuana         | -                | -                | 19               | 20               | 27     | 28     | 94     | 78  | −15  | 1.2051   |                       |
| 16.  | Atlético Bachilleres   | Segunda División | Segunda División | 26               | 21               | 26     | 20     | 93     | 78  | −15  | 1.1923   |                       |
| 17.  | Jaguares de Colima     | -                | -                | 22               | 18               | 23     | 25     | 88     | 78  | −26  | 1.1282   |                       |
| 18.  | Halcones de Querétaro  | -                | -                | 19               | 24               | 20     | 22     | 85     | 78  | −15  | 1.0897   |                       |
| 19.  | Cuautitlán             | 15               | 15               | 19               | 18               | 21     | 28     | 116    | 110 | −39  | 1.0545   |                       |
| 20.  | Atlético San Francisco | 14               | 17               | 20               | 16               | 24     | 21     | 112    | 110 | −34  | 1.0182   | Descenso de categoría |

## Goleadores
| Nombre                 | Equipo            | Goles |
| ---------------------- | ----------------- | ----- |
| Ángel Lemus            | San Luis          | 16    |
| Cristián Ariel Morales | Irapuato          | 15    |
| Juan Manuel Zandoná    | Querétaro         | 14    |
| Christian Patiño       | Curtidores        | 13    |
| Pablo Bocco            | San Luis          | 13    |
| Pedro Resendiz         | Cruz Azul Hidalgo | 13    |
| Allan Oviedo           | Curtidores        | 11    |
| José Eduardo Ávila     | Cuautitlán        | 10    |
| Daniel Fasciolli       | Veracruz          | 10    |

| Fecha              | Lugar          |                |  | Resultado |  |                |
| ------------------ | -------------- | -------------- |  | --------- |  | -------------- |
| 19 de mayo de 1999 | Aguascalientes | Aguascalientes |  | 0:0       |  | Chivas Tijuana |
| 23 de mayo de 1999 | Tijuana        | Chivas Tijuana |  | 3:0       |  | Aguascalientes |
| 19 de mayo de 1999 | Colima         | Colima         |  | 1:0       |  | La Piedad      |
| 23 de mayo de 1999 | La Piedad      | La Piedad      |  | 4:0       |  | Colima         |

|  | Reclasificación                                      | Reclasificación                                      | Reclasificación                                      | Reclasificación                                      | Reclasificación                                      |   |   | Cuartos de final                                     | Cuartos de final                                     | Cuartos de final                                     | Cuartos de final                                     | Cuartos de final                                     |   |   | Semifinales                                          | Semifinales                                          | Semifinales                                          | Semifinales                                          | Semifinales                                          |  |   | Final                                                  | Final                                                  | Final                                                  | Final                                                  | Final                                                  |  |
|  | 19 de mayo de 1999 (ida) 23 de mayo de 1999 (vuelta) | 19 de mayo de 1999 (ida) 23 de mayo de 1999 (vuelta) | 19 de mayo de 1999 (ida) 23 de mayo de 1999 (vuelta) | 19 de mayo de 1999 (ida) 23 de mayo de 1999 (vuelta) | 19 de mayo de 1999 (ida) 23 de mayo de 1999 (vuelta) |   |   | 26 de mayo de 1999 (ida) 30 de mayo de 1999 (vuelta) | 26 de mayo de 1999 (ida) 30 de mayo de 1999 (vuelta) | 26 de mayo de 1999 (ida) 30 de mayo de 1999 (vuelta) | 26 de mayo de 1999 (ida) 30 de mayo de 1999 (vuelta) | 26 de mayo de 1999 (ida) 30 de mayo de 1999 (vuelta) |   |   | 2 de junio de 1999 (ida) 6 de junio de 1999 (vuelta) | 2 de junio de 1999 (ida) 6 de junio de 1999 (vuelta) | 2 de junio de 1999 (ida) 6 de junio de 1999 (vuelta) | 2 de junio de 1999 (ida) 6 de junio de 1999 (vuelta) | 2 de junio de 1999 (ida) 6 de junio de 1999 (vuelta) |  |   | 11 de junio de 1999 (ida) 14 de junio de 1999 (vuelta) | 11 de junio de 1999 (ida) 14 de junio de 1999 (vuelta) | 11 de junio de 1999 (ida) 14 de junio de 1999 (vuelta) | 11 de junio de 1999 (ida) 14 de junio de 1999 (vuelta) | 11 de junio de 1999 (ida) 14 de junio de 1999 (vuelta) |  |
|  |                                                      |                                                      |                                                      |                                                      |                                                      |   |   |                                                      |                                                      |                                                      |                                                      |                                                      |   |   |                                                      |                                                      |                                                      |                                                      |                                                      |  |   |                                                        |                                                        |                                                        |                                                        |                                                        |  |
|  |                                                      |                                                      |                                                      |                                                      |                                                      |   |   |                                                      |                                                      |                                                      |                                                      |                                                      |   |   |                                                      |                                                      |                                                      |                                                      |                                                      |  |   |                                                        |                                                        |                                                        |                                                        |                                                        |  |
|  |                                                      |                                                      |                                                      |                                                      |                                                      |   |   |                                                      |                                                      |                                                      |                                                      |                                                      |   |   |                                                      |                                                      |                                                      |                                                      |                                                      |  |   |                                                        |                                                        |                                                        |                                                        |                                                        |  |
|  |                                                      |                                                      |                                                      |                                                      |                                                      |   |   |                                                      |                                                      |                                                      |                                                      |                                                      |   |   |                                                      |                                                      |                                                      |                                                      |                                                      |  |   |                                                        |                                                        |                                                        |                                                        |                                                        |  |
|  |                                                      |                                                      |                                                      |                                                      |                                                      |   |   |                                                      |                                                      |                                                      |                                                      |                                                      |   |   |                                                      |                                                      |                                                      |                                                      |                                                      |  |   |                                                        |                                                        |                                                        |                                                        |                                                        |  |
|  |                                                      | 1                                                    | Unión de Curtidores                                  | 4                                                    | 1                                                    | 5 |   |                                                      |                                                      |                                                      |                                                      |                                                      |   |   |                                                      |                                                      |                                                      |                                                      |                                                      |  |   |                                                        |                                                        |                                                        |                                                        |                                                        |  |
|  |                                                      |                                                      |                                                      |                                                      |                                                      | 5 |   |                                                      |                                                      |                                                      |                                                      |                                                      |   |   |                                                      |                                                      |                                                      |                                                      |                                                      |  |   |                                                        |                                                        |                                                        |                                                        |                                                        |  |
|  |                                                      |                                                      | 8                                                    | Correcaminos UAT                                     | 3                                                    | 1 | 4 |                                                      |                                                      |                                                      |                                                      |                                                      |   |   |                                                      |                                                      |                                                      |                                                      |                                                      |  |   |                                                        |                                                        |                                                        |                                                        |                                                        |  |
|  |                                                      |                                                      | 8                                                    | Correcaminos UAT                                     | 3                                                    | 1 | 4 |                                                      |                                                      |                                                      |                                                      |                                                      |   |   |                                                      |                                                      |                                                      |                                                      |                                                      |  |   |                                                        |                                                        |                                                        |                                                        |                                                        |  |
|  |                                                      |                                                      |                                                      |                                                      |                                                      |   |   |                                                      |                                                      |                                                      |                                                      |                                                      |   |   |                                                      |                                                      |                                                      |                                                      |                                                      |  |   |                                                        |                                                        |                                                        |                                                        |                                                        |  |
|  |                                                      |                                                      |                                                      |                                                      |                                                      |   |   |                                                      |                                                      |                                                      |                                                      |                                                      |   |   |                                                      |                                                      |                                                      |                                                      |                                                      |  |   |                                                        |                                                        |                                                        |                                                        |                                                        |  |
|  |                                                      |                                                      |                                                      |                                                      |                                                      |   |   |                                                      | 1                                                    | Unión de Curtidores                                  | 0                                                    | 5                                                    | 5 |   |                                                      |                                                      |                                                      |                                                      |                                                      |  |   |                                                        |                                                        |                                                        |                                                        |                                                        |  |
|  |                                                      |                                                      |                                                      |                                                      |                                                      |   |   |                                                      |                                                      |                                                      |                                                      |                                                      | 5 |   |                                                      |                                                      |                                                      |                                                      |                                                      |  |   |                                                        |                                                        |                                                        |                                                        |                                                        |  |
|  |                                                      |                                                      | 4                                                    | Irapuato                                             | 1                                                    | 2 | 3 |                                                      |                                                      |                                                      |                                                      |                                                      |   |   |                                                      |                                                      |                                                      |                                                      |                                                      |  |   |                                                        |                                                        |                                                        |                                                        |                                                        |  |
|  |                                                      |                                                      | 4                                                    | Irapuato                                             | 1                                                    | 2 | 3 |                                                      |                                                      |                                                      |                                                      |                                                      |   |   |                                                      |                                                      |                                                      |                                                      |                                                      |  |   |                                                        |                                                        |                                                        |                                                        |                                                        |  |
|  |                                                      |                                                      |                                                      |                                                      |                                                      |   |   |                                                      |                                                      |                                                      |                                                      |                                                      |   |   |                                                      |                                                      |                                                      |                                                      |                                                      |  |   |                                                        |                                                        |                                                        |                                                        |                                                        |  |
|  |                                                      |                                                      |                                                      |                                                      |                                                      |   |   |                                                      |                                                      |                                                      |                                                      |                                                      |   |   |                                                      |                                                      |                                                      |                                                      |                                                      |  |   |                                                        |                                                        |                                                        |                                                        |                                                        |  |
|  |                                                      | 4                                                    | Irapuato                                             | 0                                                    | 4                                                    | 4 |   |                                                      |                                                      |                                                      |                                                      |                                                      |   |   |                                                      |                                                      |                                                      |                                                      |                                                      |  |   |                                                        |                                                        |                                                        |                                                        |                                                        |  |
|  |                                                      |                                                      |                                                      |                                                      |                                                      | 4 |   |                                                      |                                                      |                                                      |                                                      |                                                      |   |   |                                                      |                                                      |                                                      |                                                      |                                                      |  |   |                                                        |                                                        |                                                        |                                                        |                                                        |  |
|  |                                                      |                                                      | 5                                                    | La Piedad                                            | 0                                                    | 1 | 1 |                                                      |                                                      |                                                      |                                                      |                                                      |   |   |                                                      |                                                      |                                                      |                                                      |                                                      |  |   |                                                        |                                                        |                                                        |                                                        |                                                        |  |
|  | 5                                                    | La Piedad                                            | 5                                                    | La Piedad                                            | 0                                                    | 1 | 1 | 0                                                    | 4                                                    | 4                                                    |                                                      |                                                      |   |   |                                                      |                                                      |                                                      |                                                      |                                                      |  |   |                                                        |                                                        |                                                        |                                                        |                                                        |  |
|  | 5                                                    | La Piedad                                            |                                                      |                                                      |                                                      |   |   |                                                      |                                                      | 4                                                    |                                                      |                                                      |   |   |                                                      |                                                      |                                                      |                                                      |                                                      |  |   |                                                        |                                                        |                                                        |                                                        |                                                        |  |
|  | 12                                                   | Colima                                               | 1                                                    | 0                                                    | 1                                                    |   |   |                                                      |                                                      |                                                      |                                                      |                                                      |   |   |                                                      |                                                      |                                                      |                                                      |                                                      |  |   |                                                        |                                                        |                                                        |                                                        |                                                        |  |
|  | 12                                                   | Colima                                               | 1                                                    | 0                                                    | 1                                                    |   |   |                                                      |                                                      |                                                      |                                                      |                                                      |   |   |                                                      |                                                      |                                                      |                                                      |                                                      |  | 1 | Unión de Curtidores                                    | 1                                                      | 2                                                      | 3                                                      |                                                        |  |
|  |                                                      |                                                      |                                                      |                                                      |                                                      |   |   |                                                      |                                                      |                                                      |                                                      |                                                      |   |   |                                                      |                                                      |                                                      |                                                      |                                                      |  | 1 | Unión de Curtidores                                    | 1                                                      | 2                                                      | 3                                                      |                                                        |  |
|  |                                                      |                                                      | 3                                                    | Cruz Azul Hidalgo                                    | 1                                                    | 1 | 2 |                                                      |                                                      |                                                      |                                                      |                                                      |   |   |                                                      |                                                      |                                                      |                                                      |                                                      |  |   |                                                        |                                                        |                                                        |                                                        |                                                        |  |
|  |                                                      |                                                      | 3                                                    | Cruz Azul Hidalgo                                    | 1                                                    | 1 | 2 |                                                      |                                                      |                                                      |                                                      |                                                      |   |   |                                                      |                                                      |                                                      |                                                      |                                                      |  |   |                                                        |                                                        |                                                        |                                                        |                                                        |  |
|  |                                                      |                                                      |                                                      |                                                      |                                                      |   |   |                                                      |                                                      |                                                      |                                                      |                                                      |   |   |                                                      |                                                      |                                                      |                                                      |                                                      |  |   |                                                        |                                                        |                                                        |                                                        |                                                        |  |
|  |                                                      |                                                      |                                                      |                                                      |                                                      |   |   |                                                      |                                                      |                                                      |                                                      |                                                      |   |   |                                                      |                                                      |                                                      |                                                      |                                                      |  |   |                                                        |                                                        |                                                        |                                                        |                                                        |  |
|  |                                                      | 2                                                    | Zacatepec                                            | 0                                                    | 5                                                    | 5 |   |                                                      |                                                      |                                                      |                                                      |                                                      |   |   |                                                      |                                                      |                                                      |                                                      |                                                      |  |   |                                                        |                                                        |                                                        |                                                        |                                                        |  |
|  |                                                      |                                                      |                                                      |                                                      |                                                      | 5 |   |                                                      |                                                      |                                                      |                                                      |                                                      |   |   |                                                      |                                                      |                                                      |                                                      |                                                      |  |   |                                                        |                                                        |                                                        |                                                        |                                                        |  |
|  |                                                      |                                                      | 7                                                    | Chivas Tijuana                                       | 1                                                    | 0 | 1 |                                                      |                                                      |                                                      |                                                      |                                                      |   |   |                                                      |                                                      |                                                      |                                                      |                                                      |  |   |                                                        |                                                        |                                                        |                                                        |                                                        |  |
|  | 7                                                    | Chivas Tijuana                                       | 7                                                    | Chivas Tijuana                                       | 1                                                    | 0 | 1 | 0                                                    | 3                                                    | 3                                                    |                                                      |                                                      |   |   |                                                      |                                                      |                                                      |                                                      |                                                      |  |   |                                                        |                                                        |                                                        |                                                        |                                                        |  |
|  | 7                                                    | Chivas Tijuana                                       |                                                      |                                                      |                                                      |   |   |                                                      |                                                      | 3                                                    |                                                      |                                                      |   |   |                                                      |                                                      |                                                      |                                                      |                                                      |  |   |                                                        |                                                        |                                                        |                                                        |                                                        |  |
|  | 11                                                   | Aguascalientes                                       | 0                                                    | 0                                                    | 0                                                    |   |   |                                                      |                                                      |                                                      |                                                      |                                                      |   |   |                                                      |                                                      |                                                      |                                                      |                                                      |  |   |                                                        |                                                        |                                                        |                                                        |                                                        |  |
|  | 11                                                   | Aguascalientes                                       | 0                                                    | 0                                                    | 0                                                    |   |   |                                                      |                                                      |                                                      |                                                      |                                                      |   | 2 | Zacatepec                                            | 0                                                    | 3                                                    | 3                                                    |                                                      |  |   |                                                        |                                                        |                                                        |                                                        |                                                        |  |
|  |                                                      |                                                      |                                                      |                                                      |                                                      |   |   |                                                      |                                                      |                                                      |                                                      |                                                      |   | 2 | Zacatepec                                            | 0                                                    | 3                                                    | 3                                                    |                                                      |  |   |                                                        |                                                        |                                                        |                                                        |                                                        |  |
|  |                                                      |                                                      | 3                                                    | Cruz Azul Hidalgo                                    | 2                                                    | 2 | 4 |                                                      |                                                      |                                                      |                                                      |                                                      |   |   |                                                      |                                                      |                                                      |                                                      |                                                      |  |   |                                                        |                                                        |                                                        |                                                        |                                                        |  |
|  |                                                      |                                                      | 3                                                    | Cruz Azul Hidalgo                                    | 2                                                    | 2 | 4 |                                                      |                                                      |                                                      |                                                      |                                                      |   |   |                                                      |                                                      |                                                      |                                                      |                                                      |  |   |                                                        |                                                        |                                                        |                                                        |                                                        |  |
|  |                                                      |                                                      |                                                      |                                                      |                                                      |   |   |                                                      |                                                      |                                                      |                                                      |                                                      |   |   |                                                      |                                                      |                                                      |                                                      |                                                      |  |   |                                                        |                                                        |                                                        |                                                        |                                                        |  |
|  |                                                      |                                                      |                                                      |                                                      |                                                      |   |   |                                                      |                                                      |                                                      |                                                      |                                                      |   |   |                                                      |                                                      |                                                      |                                                      |                                                      |  |   |                                                        |                                                        |                                                        |                                                        |                                                        |  |
|  |                                                      | 3                                                    | Cruz Azul Hidalgo (*)                                | 1                                                    | 2                                                    | 3 |   |                                                      |                                                      |                                                      |                                                      |                                                      |   |   |                                                      |                                                      |                                                      |                                                      |                                                      |  |   |                                                        |                                                        |                                                        |                                                        |                                                        |  |
|  |                                                      |                                                      |                                                      |                                                      |                                                      | 3 |   |                                                      |                                                      |                                                      |                                                      |                                                      |   |   |                                                      |                                                      |                                                      |                                                      |                                                      |  |   |                                                        |                                                        |                                                        |                                                        |                                                        |  |
|  |                                                      |                                                      | 6                                                    | Cuautitlán                                           | 1                                                    | 2 | 3 |                                                      |                                                      |                                                      |                                                      |                                                      |   |   |                                                      |                                                      |                                                      |                                                      |                                                      |  |   |                                                        |                                                        |                                                        |                                                        |                                                        |  |
|  |                                                      |                                                      | 6                                                    | Cuautitlán                                           | 1                                                    | 2 | 3 |                                                      |                                                      |                                                      |                                                      |                                                      |   |   |                                                      |                                                      |                                                      |                                                      |                                                      |  |   |                                                        |                                                        |                                                        |                                                        |                                                        |  |
|  |                                                      |                                                      |                                                      |                                                      |                                                      |   |   |                                                      |                                                      |                                                      |                                                      |                                                      |   |   |                                                      |                                                      |                                                      |                                                      |                                                      |  |   |                                                        |                                                        |                                                        |                                                        |                                                        |  |
|  |                                                      |                                                      |                                                      |                                                      |                                                      |   |   |                                                      |                                                      |                                                      |                                                      |                                                      |   |   |                                                      |                                                      |                                                      |                                                      |                                                      |  |   |                                                        |                                                        |                                                        |                                                        |                                                        |  |
|  |                                                      |                                                      |                                                      |                                                      |                                                      |   |   |                                                      |                                                      |                                                      |                                                      |                                                      |   |   |                                                      |                                                      |                                                      |                                                      |                                                      |  |   |                                                        |                                                        |                                                        |                                                        |                                                        |  |
|  |                                                      |                                                      |                                                      |                                                      |                                                      |   |   |                                                      |                                                      |                                                      |                                                      |                                                      |   |   |                                                      |                                                      |                                                      |                                                      |                                                      |  |   |                                                        |                                                        |                                                        |                                                        |                                                        |  |

| Campeón Verano 1999             |
| ------------------------------- |
| Unión de Curtidores (1° título) |

| 11 de junio, 16:00 | Cruz Azul Hidalgo | 1 – 1   | Unión de Curtidores | Estadio 10 de diciembre, Ciudad Cooperativa Cruz Azul        |                                                              |
|                    | Jaime Ruiz 36'    | Reporte | Allan Oviedo 4'     | Asistencia: 10,000 espectadores Árbitro(s): León Padró Borja | Asistencia: 10,000 espectadores Árbitro(s): León Padró Borja |

| 14 de junio, 20:00                       | Unión de Curtidores                       | 2 – 1   | Cruz Azul Hidalgo  | Estadio Nou Camp, León                                        |                                                               |
|                                          | Everaldo Begines 76' · Jesús Mendoza 109' | Reporte | Pedro Resendiz 60' | Asistencia: 33,000 espectadores Árbitro(s): Felipe Ramos Rizo | Asistencia: 33,000 espectadores Árbitro(s): Felipe Ramos Rizo |
| Curtidores Campeón de Primera División A |                                           |         |                    |                                                               |                                                               |

### Final de Ascenso
| 17 de junio, 20:00 | Yucatán | 0 – 2 | Unión de Curtidores  | Estadio Carlos Iturralde Rivero, Mérida                      |                                                              |
|                    |         |       | Allan Oviedo 16' 25' | Asistencia: 18,000 espectadores Árbitro(s): León Padró Borja | Asistencia: 18,000 espectadores Árbitro(s): León Padró Borja |

| 20 de junio, 12:00                              | Unión de Curtidores                                                                  | 5 – 1 | Yucatán            | Estadio Nou Camp, León                                        |                                                               |
|                                                 | Jaime Ordiales 10' · Allan Oviedo 26' 83' · Alex Madrigal 53' · Christian Patiño 59' |       | Miguel Salcedo 51' | Asistencia: 33,000 espectadores Árbitro(s): Armando Archundia | Asistencia: 33,000 espectadores Árbitro(s): Armando Archundia |
| Unión de Curtidores Asciende a Primera División |                                                                                      |       |                    |                                                               |                                                               |

| Campeón de Ascenso 1998-1999     |
| -------------------------------- |
| Unión de Curtidores (3° Ascenso) |